# Pionidae
Pionidae zijn  een familie van mijten. Bij de familie zijn 15 geslachten met circa 340 soorten ingedeeld.